# Trần Hữu Phúc
Trần Hữu Phúc (sinh năm 1961) là một tướng lĩnh trong Quân đội nhân dân Việt Nam, hàm Trung tướng, nguyên Cục trưởng Cục Nhà trường.

## Thân thế và binh nghiệp
Ông quê ở Ninh Bình
Ông nhập ngũ năm 1978 và là học viên khóa II - Đại học Biên phòng (1978-1983)
Trước năm 2008, ông là Phó Chỉ huy trưởng Bộ đội biên phòng tỉnh Lai Châu.
Năm 2008, ông là Chỉ huy trưởng Bộ đội biên phòng tỉnh Lai Châu.
Năm 2010, ông được điều động làm Phó Giám đốc Học viện Biên phòng
Năm 2011, ông được bổ nhiệm làm Giám đốc Học viện Biên phòng
Năm 2012, ông được thăng quân hàm Thiếu tướng.
Tháng 2 năm 2015, ông được Hội đồng chức danh giáo sư Nhà nước, Bộ Giáo dục và Đào tạo trao quyết định và Giấy chứng nhận đạt tiêu chuẩn chức danh Giáo sư
Tháng 3 năm 2016, ông được bổ nhiệm giữ chức Cục trưởng Cục Nhà trường đồng thời được thăng quân hàm Trung tướng.
Tháng 12 năm 2017, ông được Thủ tướng bổ sung vào Hội đồng Quốc gia Giáo dục và Phát triển nhân lực nhiệm kỳ 2016 - 2021.